# Országgyűlési Könyvtár
Az Országgyűlési Könyvtár (rövidítve: OGYK) az Országgyűlés könyvtára, nyilvános országos jogi szakkönyvtár. A könyvtár Budapesten, az Országház épületében található. A könyvtárba minden 18 éven felüli magyar és külföldi állampolgár beiratkozhat.
Az Országgyűlési Könyvtár az állam- és jogtudomány, a politikatudomány, a modern kori egyetemes történelem és a magyar országgyűlés dokumentumait teljességgel, az újkori egyetemes történelem, a magyar történelem, a közgazdaság-, a szociológia, a filozófia és a statisztikatudomány kiadványait válogatva gyűjti. Különlegessé teszik a könyvtárat gyűjteményei: a magyar és külföldi parlamentek törvényhozási dokumentumai mellett az ENSZ és az Európai Unió hivatalos kiadványait, valamint a szervezetekkel kapcsolatos szakirodalmat is gyűjti, megőrzi és szolgáltatja a könyvtár. A könyvtár gyűjteményeinek sorában becses helyet foglal el a muzeális könyvek gyűjteménye, amely megközelítőleg 8000 művet tartalmaz.

## Története
Az Országgyűlési Könyvtárat a törvényhozó munka támogatására az 1860-as évek végén az Országgyűlés képviselőháza hozta létre. Az 1868-as képviselőházi házszabály már leszögezte: „a Ház tagjainak használatára könyvtárt állít.” A helyiség, a könyvek, a költségvetés és személyzet biztosításával 1870-ben kezdte meg a könyvtár a tényleges működését. Előbb a Magyar Nemzeti Múzeum épületében, 1873-tól 1902-ig az Ybl Miklós tervei alapján épült Sándor utcai Régi Képviselőházban működött, majd 1902-től a Steindl Imre által tervezett új Országházban folytatta tevékenységét.
1952-ig a magyar parlament szervezeti egységeként belső, zárt, intézményi szakkönyvtárként működött, alapvető feladata az országgyűlési képviselők munkájának támogatása volt. A könyvtár egyedi gyűjteménye miatt egyre többen kértek engedélyt, hogy használhassák az állományt, ennek eredményeként 1934-ben megnyílt az úgy nevezett „idegenek olvasóterme”.
A könyvtár 1952-ben vált nyilvánossá a Minisztertanács 2042/1952. számú határozata nyomán, amely egyben megszüntette az Országgyűlés és a könyvtár közötti szervezeti kapcsolatot. A könyvtár önálló költségvetési intézményként a kultuszminisztérium felügyelete alá került. A rendszerváltozás után a könyvtár ismét a törvényhozás könyvtára lett, ugyanakkor megmaradtak a nyilvános közkönyvtári és országos tudományos szakkönyvtári feladatai is.
A könyvtár 1991 és 1996 között önálló költségvetési szervezetként tartozott az országgyűlés felügyelete alá, majd 1997 januárjától az Országgyűlés Hivatalának egyik főosztályaként, költségvetése része lett a hivatal gazdálkodásának. 2013 januárjától a könyvtár az Országgyűlés Hivatala Közgyűjteményi és Közművelődési Igazgatóságának szervezetébe tartozik.
1991-től a jogalkotási folyamat felgyorsulása szükségessé tette a Képviselő-tájékoztatási Osztály létrehozását, melynek fő feladata az Országgyűlés (képviselők, szakértők, frakciók, bizottságok, a Ház hivatali egységei) információs ellátása volt. 2004-ben létrehozták a Képviselői Kutatószolgálatot. A két osztályt 2010-ben egyesítették Képviselői Információs Szolgálat (InfoSzolg) néven. 2014 januárjától az InfoSzolg a Közgyűjteményi és Közművelődési Igazgatóság önálló szervezeti egysége lett.

## A könyvtár tevékenysége

### Gyűjtőkörei, állománya
1958-ban a művelődésügyi miniszter az Országgyűlési Könyvtárt országos tudományos szakkönyvtárnak minősítette és kijelölte azt a három fő szakterületet, amely ma is a könyvtár fő gyűjtőköre: az állam- és jogtudomány, a politikatudomány és a modern kori egyetemes történelem. A könyvtár állománya az alapítástól eltelt idő alatt több mint 700 ezer kötetre nőtt.
A könyvtár 1902-ben 50 ezer kötettel költözött az Országházba. 1912 elején a főrendiház 5000 kötete is beolvadt a Képviselőházi Könyvtárba. 1918-ban már több mint 90 ezer kötetes volt a gyűjtemény. Tovább erősítette a sokirányú gyűjtési munkát a köteles-példányokról szóló 1922. évi XX. törvény, amely csaknem minden tudományterület könyv- és sajtóanyagának ingyenes megküldését kötelezővé tette.
Az évszázados könyvtári állományépítési, gyarapítási és állományvédő tevékenység eredményeként a könyvtár gazdag társadalomtudományi gyűjteményt mondhat magáénak, amelyet képviselők, tudósok is gyarapítottak magángyűjteményeikkel, de árverésekből is kerültek az állományba értékes dokumentumok. A legnagyobb gyűjteményt, mely közel 15 ezer kötetből állt, Ghyczy Ignác (1799–1870) országgyűlési képviselő magánkönyvtárát örökösei, két évvel a képviselő halála után, 1872-ben ajándékozták a könyvtárnak. A gyűjtemény igen gazdag történeti, politikai könyvekben, gazdasági, mezőgazdasági művekben, az 1830 és 1848 közötti bel- és külföldi hírlapgyűjteményben és muzeális dokumentumokban. Említésre méltó a Moór-Somló hagyaték is, amely Moór Gyula (1888–1950) jogtudós, jogfilozófus akadémikus és Somló Bódog (1873–1920) jogász, szociológus, egyetemi tanár 4000 kötetnyi jogtudománnyal, jogfilozófiával, szociológiával foglalkozó művét tartalmazza és 1978-ban került a könyvtár állományába.
A könyvtár legrégebbi muzeális könyve, Werbőczy István 1517-ben kiadott Tripartituma (Hármaskönyv). Kiemelkedően gazdag a könyvtár régi hírlap és folyóirat-állománya. Az első magyar nyelvű újság a Magyar Hírmondó (1780) is megtalálható az állományban. Az Országgyűlési Könyvtárban elérhető legkorábbi külföldi folyóirat a Historischer Mercurius, amely 1722-ben jelent meg Zürichben.

### A könyvtár gyűjteményei

#### Magyar Parlamenti Gyűjtemény
Magyarországon a legnagyobb teljességgel az Országgyűlési Könyvtár Magyar Parlamenti Gyűjteményében hozzáférhetők a magyar országgyűlés és az erdélyi országgyűlés történeti dokumentumai. A gyűjtemény az 1580-tól 1790-ig terjedő időszakból főként kézírásos országgyűlési forrásanyagokat tartalmaz. Fontos része a gyűjteménynek Gyurikovits György (1780–1848) pozsonyi táblabíró, országgyűlési küldött hagyatéka, az ún. Gyurikovits-hagyaték, amely kéziratos országgyűlési dokumentumokat tartalmaz. A gyűjteményben szintén fellelhetők az 1699 utáni Erdélyi Országgyűlések forrásanyagai, a reformkori és az 1848-49. évi ún. népképviseleti országgyűlés dokumentumai, valamint a Kossuth-féle kéziratos Országgyűlési Tudósítások.
Az 1861–1990 közötti időszakból megtalálhatók a gyűjteményben az országgyűlési naplók, irományok, jegyzőkönyvek és azok mutatói, a házszabályok és az ügyrendek, az országgyűlési almanachok, a név- és lakjegyzékek, a bizottsági tagságok jegyzékei és a sematizmusok. Emellett a gyűjtemény részét képezik a Magyar Állam költségvetés- és zárszámadás-kötetei, a delegációs („közösügyi”) bizottsági ülések jegyzőkönyvei, a közös ügyek finanszírozását tartalmazó költségvetések, továbbá a Magyar Országgyűlés bizottságainak jegyzőkönyvei 1957-től. 1990-től elérhetők a gyűjteményben a plenáris ülések jegyzőkönyvei, az irományok, a bizottsági jegyzőkönyvek (számítógépes tartalommutatóval 2006-ig), az Országgyűlés által kiadott módszertani kiadványok, statisztikák.
A gyűjtemény egyes dokumentumai digitalizált formában, ingyenesen elérhetők a Hungaricana összközgyűjteményi portálon.
- 1861-től 1990-ig valamennyi  országgyűlési napló, iromány és mutatóik (több mint 600 000 oldal);[2]
- az 1886 és 1939 közötti képviselői almanachok;
- a Magyar Országgyűlés 1848 és 1990 közötti házszabályai/ügyrendjei;[3]
- az 1868 és 1949 közötti állami költségvetések;[4]
- az 1868 és 1950 közötti állami zárszámadások
- a Gyurikovits-féle országgyűlési kéziratok;
- a dualista kor választási térképei

#### Külföldi Parlamenti Gyűjtemény
A hivatalos kiadványok nemzetközi cseréjét szabályozó 1886. évi Brüsszeli egyezménnyel összhangban a könyvtár már röviddel alapítása után kiadványcsere-kapcsolatot létesített számos európai ország és az Egyesült Államok parlamentjével. A 19. század utolsó harmadától kezdődően az intézmény jelentős történeti anyagot gyűjtött össze sok európai és néhány tengeren túli ország, köztük Nagy-Britannia, Németország, Franciaország, Ausztria és az Amerikai Egyesült Államok parlamenti dokumentumaiból. Jelenleg ezeknek az országoknak az iromány és napló anyaga megközelítő teljességgel elérhető a gyűjteményben. A nyomtatott köteteket az 1980-as évektől több országban felváltották a mikrofilmlapok és a CD-k. Napjainkban az online elérhető formák a legáltalánosabbak, mivel a nemzeti parlamentek egyre bővebb terjedelemben tették hozzáférhetővé az interneten teljes szövegű dokumentumaikat. A gyűjteményben megtalálható az Interparlamentáris Unió anyaga is.

#### ENSZ Letéti Gyűjtemény
Az ENSZ központi könyvtárának igazgatója – Magyarország 1955. évi ENSZ-felvételét követően – 1956 júliusában jelölte ki az Országgyűlési Könyvtárat Magyarország hivatalos ENSZ Letéti Gyűjteményének. A világszervezet hivatalos nyelvei közül angolul és franciául gyűjti az ENSZ fő szerveinek és egyes szakosított szervezeteinek (GATT/WTO, IAEA, ILO, UNESCO, UNIDO) kiadványait. A gyűjtemény részét képezi az ENSZ jogelődjének, a Nemzetek Szövetségének (1920–1945) francia nyelvű anyaga is. A gyűjtemény más nemzetközi szervezetek (OECD, Európa Tanács) dokumentumaival is rendelkezik.

#### Az Európai Unió Letéti Gyűjteménye
Az Európai Unió Letéti Gyűjteménye az Európai Bizottság 1999. június 22-i döntését követően 2001-ben jött létre az Országgyűlési Könyvtárban. A Gyűjteményben megtalálhatók az Unió Kiadóhivatala (Eur-Op) által közreadott, az Európai Unió intézményeinek kiadványai, az Országgyűlési Könyvtár állományából válogatott monográfiák, tanulmánykötetek és az európai joggal és intézményekkel foglalkozó legfontosabb szakfolyóiratok. A kézi- és szakkönyvek számozott, tematikus szakcsoportosításban (0-XXIX) találhatóak meg a szabadpolcokon magyar, angol, francia és német nyelven.

### A könyvtár szolgáltatásai
2013-ban a könyvtár-megújítási folyamat részeként zajlott az olvasóterem átalakítása, ahol elbontották az ötven évvel korábbi beépítéseket és visszaállították a Steindl Imre terveinek megfelelő 1902-es állapotot. A megújult térben 130 olvasó foglalhat helyet. Az olvasóteremben számítógépek állnak az olvasók rendelkezésére és biztosított a könyvtár területén a Wifi szolgáltatás is.
A nyilvánosság számára a könyvtár nem kölcsönöz, a könyvek és folyóiratok helyben olvashatók és fénymásolhatók. Lehetőség van digitális másolatok készítésére, illetve megrendelésére.
A könyvtár tagja az Országos Dokumentumellátási Rendszernek, részt vesz a hazai és külföldi könyvtárközi dokumentum-ellátásban.
A Szakreferensi Osztály munkatársai mind a helyben használat, mind pedig a távhasználat során biztosítják a felhasználók számára a színvonalas és elmélyült szaktájékoztatást. A szakreferensek a távhasználat keretében is válaszolnak a könyvtár gyűjtőkörébe tartozó szakterületekkel és gyűjteményekkel kapcsolatban feltett kérdésekre. A szakreferensek segítséget nyújtanak az olvasóknak a könyvtár és a számítógépes katalógus használatában. Felvilágosítást adnak a könyvtár állományáról és szolgáltatásairól, előfizetett adatbázisairól.

### A könyvtárban elérhető adatbázisok
A bibliotéka folyamatosan bővülő online katalógusa elérhető az intézmény honlapján. Mellette számos előfizetett, teljes szövegű társadalomtudományi online adatbázisok  széles köre várja a felhasználókat.

## Magyar Jogi Portál (MJP)
2023-tól érhető el a Magyar Jogi Portál, amely egységes platformon, rendszerezett módon jeleníti meg az Országgyűlési Könyvtár eddigi digitalizálási projektjei keretében előállított tartalmakat. Ezzel párhuzamosan megszűnt a méltán népszerű DTT (Digitalizált Törvényhozási Tudástár) oldal, annak tartalmai az új portálra integrálódtak.
A törvényhozás könyvtáraként és országos jogi szakkönyvtárként alapvetően a parlamenti dokumentumok és a jogforrások, a jogi szakirodalom vonatkozásában van megőrzési feladatunk, így a digitalizálási tevékenység is e területek alapvető fontosságú műveinek hozzáférhetővé tételére irányult.  A portálon elérhető több mint 100 neves, szerzői jogi védelem alatt nem álló, 19. és 20. századi jogtudósnak a könyvtár állományában fellelhető mintegy 1800 digitalizált műve közel 500 ezer oldal terjedelemben. Minden szerzőhöz közzéteszünk életrajzot, a digitalizált művek egy részéhez pedig könyvismertető is kapcsolódik. A jogi monográfiák mellett több, mint 50 neves jogi szakfolyóirat lapszámaiban is böngészhetünk. A dokumentumok gerincét alkotják a történeti jogforrások és a döntvénytárak. Az 1867 és 1945 között megjelent Magyarországi Rendeletek Tára digitalizált kötetei mellett, több minisztérium tárcalapja is elérhető. A Döntvénytárak gyűjteményrész alapvetően az 1872 és 1990 között megjelent és a Könyvtár állományában fellelhető döntvénytárak és döntvényeket is tartalmazó egyéb kiadványok digitalizált gyűjteménye. A portálról elindulva csaknem teljességgel elérhetők a Magyar Parlamenti Gyűjtemény dokumentumai, köztük számos muzeális országgyűlési forráskötet.
A több millió oldalnyi digitalizált tartalom mellé a Könyvtár munkatársai számos összefoglaló írást, elemzést is készítettek, amelyek segítségével átfogó képet kaphatunk többek között a magyar jogforrási rendszer múltjáról, az országos hivatalos lapok, az ágazati közlönyök, és a legfontosabb hazai jogi szakfolyóiratok történetéről. Mindemellett olvashatunk a hazai döntvényjog kialakulásáról és a döntvények közzétételi forrásairól is.